# Super Bowl XXXVIII
Der Super Bowl XXXVIII war der 38. Super Bowl, das Endspiel der Saison 2003 der National Football League (NFL) im American Football. Am 1. Februar 2004 konnten die New England Patriots mit einem 32:29-Sieg gegen die Carolina Panthers, zum zweiten Mal innerhalb von drei Jahren die Vince Lombardi Trophy gewinnen. Zum Super Bowl MVP wurde der Quarterback der Patriots, Tom Brady, gewählt.

## Super-Bowl-XXXVIII-Hintergründe
Der Super Bowl XXXVIII war das erste Endspiel der NFL, das in einem Stadion ausgetragen wurde, das ein ausfahrbares Dach besaß. Während des Spiels und der Shows war dieses Dach geschlossen.
Für die Carolina Panthers war es die erste Teilnahme an einem Super Bowl, sie gingen auch als klarer Außenseiter in dieses Spiel. Head Coach John Fox konzentrierte sich darauf, das Laufspiel anderer Teams zu stoppen und das eigene Laufspiel zu forcieren, was in der Saison gut gelang, sie schlossen die Saison mit einer 11:5 Bilanz und dem ersten Platz in ihrer Division ab.
Den New England Patriots gelang es, nach ihrem Sieg im Super Bowl XXXVI, auch zwei Jahre später wieder ins Endspiel einzuziehen, mit einer Bilanz von 14:2, dem Top-Spot in der Division und einer beachtlichen Siegesserie von 14 Spielen in Serie.

## Scoring
- 1st Quarter
- 2nd Quarter
  - NE – Deion Branch 5 Yard Pass von Tom Brady (Adam Vinatieri Kick) 7-0 NE
  - CAR – Steve Smith 39 Yard Pass von Jake Delhomme (John Kasay Kick) 7-7 tie
  - NE – David Givens 5 Yard Pass von Tom Brady (Adam Vinatieri Kick) 14-7 NE
  - CAR – John Kasay 50 Yards 14-10 NE
- 3rd Quarter
- 4th Quarter
  - NE – Antowain Smith 2 Yard Lauf (Adam Vinatieri Kick) 21-10 NE
  - CAR – DeShaun Foster 33 Yard Lauf (2-pt conv: Pass nicht komplett) 21-16 NE
  - CAR – Muhsin Muhammad 85 Yard Pass von Jake Delhomme (2-pt conv: Pass nicht komplett) 21-22 CAR
  - NE – Mike Vrabel 1 Yard Pass von Tom Brady (2-pt conv: Kevin Faulk run) 29-22 NE
  - CAR – Ricky Proehl 12 Yard Pass von Jake Delhomme (John Kasay kick) 29-29 tie
  - NE – Adam Vinatieri 41 Yards 32-29 NE

## Spielverlauf

### Erste Halbzeit
Im ersten Viertel wurden hauptsächlich Punts ausgetauscht. Die Patriots nutzten die Chancen zur Führung nicht, da Vinatieri ein Field Goal verkickte. Auch ein eroberter Fumble von Jake Delhomme führte zu keinen Punkten. Die Panthers blockten zu Beginn des zweiten Viertels einen weiteren Fieldgoalversuch von Adam Vinatieri und verhinderten so in Rückstand zu geraten. Dann begannen die Offenses zu funktionieren, den ersten Score brachte ein Pass von Brady auf Branch, den Ausgleich ein Pass von Delhomme zu Smith. New England erhöhte mit einem weiteren Touchdownpass und Carolina kam mit einem Fieldgoal in letzter Sekunde aus 50 Yards noch auf 14-10 heran.

### Zweite Halbzeit
Das dritte Viertel blieb, wie schon das erste, punktelos, die New England Patriots erhöhten aber zu Beginn des vierten Viertels auf 21-10. Nach einem Touchdown zum 21-16 kamen die Patriots bis in die Red Zone der Panthers, Brady warf aber seine erste Interception in der Endzone im Super Bowl und ermöglichte den Panthers die Chance auf die Führung. Diese geschah auch, durch den längsten (offensiven) Spielzug in der Geschichte des Super Bowls, einem 85-Yard Pass von Jake Delhomme auf Muhsin Muhammad. Danach erzielten beide Teams noch je einen Touchdown und es sah so aus, als ob die Teams in die erste Verlängerung der Super-Bowl-Geschichte gehen würden. Doch Vinatieri verwandelte schließlich ein letztes Fieldgoal und kickte die Patriots zum zweiten Super-Bowl-Triumph.

## Halbzeitshow-Eklat
Während der „Halftimeshow“ kam es zu unangenehmen Szenen für den Broadcaster, als sich die Garderobe von Janet Jackson unter Einflussnahme von Justin Timberlake auflöste und ihre rechte Brust zu sehen war. Diese „wardrobe malfunction“ führte zu unzähligen Beschwerden amerikanischer Fernsehzuschauer und bewirkte in der Folge, dass manche Sendungen um ein paar Sekunden zeitversetzt ausgestrahlt wurden um notfalls eingreifen zu können.

## Startaufstellung
| Carolina         | Position | New England      |
| ---------------- | -------- | ---------------- |
| Offense          |          |                  |
| Muhsin Muhammad  | WR       | Deion Branch     |
| Todd Steussie    | LT       | Matt Light       |
| Jeno James       | LG       | Russ Hochstein   |
| Jeff Mitchell    | C        | Dan Koppen       |
| Kevin Donnalley  | RG       | Joe Andruzzi     |
| Jordan Gross     | RT       | Tom Ashworth     |
| Jermaine Wiggins | TE       | Daniel Graham    |
| Steve Smith      | WR       | Troy Brown       |
| Jake Delhomme    | QB       | Tom Brady        |
| Stephen Davis    | RB       | Antowain Smith   |
| Brad Hoover      | FB       | Larry Centers    |
| Defense          |          |                  |
| Julius Peppers!  | LDE/LE   | Bobby Hamilton   |
| Brentson Buckner | LDT/NT   | Ted Washington   |
| Kris Jenkins     | RDT/RE   | Richard Seymour! |
| Mike Rucker      | RDE/OLB  | Willie McGinest  |
| Greg Favors      | SLB/ILB  | Tedy Bruschi     |
| Dan Morgan       | MLB/ILB  | Roman Phifer     |
| Will Witherspoon | WLB/OLB  | Mike Vrabel      |
| Ricky Manning    | LCB      | Ty Law!          |
| Reggie Howard    | RCB      | Tyrone Poole     |
| Mike Minter      | SS/S     | Eugene Wilson    |
| Deon Grant       | FS/S     | Rodney Harrison  |

Legende:
| ! | = spätere Hall of Famer |